# 青森市民図書館
青森市民図書館（あおもりしみんとしょかん）は青森県青森市新町にある公共図書館である。
現在はアウガ内の6階から9階までに設置している。青森駅前の再開発に伴い移転する以前は、棟方志功記念館に併設されており、敷地内への入口をほぼ共有する形であった。

## 沿革
1928年に青森県立図書館が誕生となり青森市立図書館が消滅してから45年後の1973年に「青森市民図書館開設準備室」を設置し、1975年に開館した。1979年に移動図書館「はまなす号」を運行開始し、1983年にねたきり障害者図書郵送貸出しのサービス事業を開始している。1997年には青森駅前第二地区再開発ビル（愛称：アウガ）内に移転することが決まり、2001年に同ビル内に移転し開館した。

### 年表
- 1973年（昭和48年） - 青森市民図書館開設準備室を設置
- 1975年（昭和50年）5月24日 - 松原地区に開館
- 1977年（昭和52年）11月 - 青森市民図書館の隣に棟方志功記念館が開館
- 1979年（昭和54年）- 移動図書館「はまなす号」を運行開始
- 1983年（昭和58年）  - ねたきり障害者図書郵送貸出しのサービス事業を開始
- 1997年（平成9年） - 青森駅前第二地区再開発ビル（愛称：アウガ）内に移転決まる
- 2001年（平成13年）1月26日 - 同ビル内に移転し開館した

## 施設概要
- 所在地：青森市新町1丁目3番7号 アウガ内[2]
- 着工：1999年（平成11年）8月10日
- 完成：2001年（平成13年）1月22日
- 開館：2001年（平成13年）1月26日
- 構造：鉄骨鉄筋コンクリート造
- 階層：地下1階、地上9階建（6階から9階が青森市民図書館、9階は書庫）
- 延床面積 7,373.50㎡[1]